# Dodola
Dodola är en ort i Etiopien.   Den ligger i regionen Oromia, i den centrala delen av landet, 230 km söder om huvudstaden Addis Abeba. Dodola ligger 2 464 meter över havet och antalet invånare är 23 116.
Terrängen runt Dodola är kuperad söderut, men norrut är den platt. Terrängen runt Dodola sluttar norrut. Runt Dodola är det ganska tätbefolkat, med 104 invånare per kvadratkilometer. Närmaste större samhälle är Āsasa, 13,1 km norr om Dodola. Trakten runt Dodola består till största delen av jordbruksmark.